# Geminite
La geminite è un minerale.